# American Psycho (phim)
American Psycho (tạm dịch: Kẻ sát nhân cuồng tín) là một bộ phim kinh dị tâm lý châm biếm Mỹ năm 2000 do Mary Harron đồng sáng tác kịch bản và đạo diễn, dựa trên cuốn tiểu thuyết cùng tên năm 1991 của Bret Easton Ellis. Phim có sự tham gia của Christian Bale, Willem Dafoe, Jared Leto, Josh Lucas, Chloë Sevigny, Samantha Mathis, Cara Seymour, Justin Theroux, Guinevere Turner và Reese Witherspoon.
Nhà sản xuất Edward R. Pressman đã mua bản quyền bộ phim cho cuốn tiểu thuyết vào năm 1992. Sau khi thảo luận với David Cronenberg, Harron được chỉ đạo và đưa Bale vào vai chính. Lionsgate mua lại phân phối trên toàn thế giới vào năm 1997 và tạm thời thay thế Harron và Bale bằng Oliver Stone trong vai trò đạo diễn và Leonardo DiCaprio đóng vai Patrick Bateman. DiCaprio sau đó rút đi để chuyển sang đóng phim The Beach và Harron và Bale đã được đưa trở lại.
American Psycho ra mắt tại Liên hoan phim Sundance vào ngày 21 tháng 1 năm 2000 và được phát hành vào ngày 14 tháng 4 năm 2000. Bộ phim là một thành công về tài chính và nhận được đánh giá tích cực, với lời khen ngợi đặc biệt cho cả kịch bản và màn trình diễn của Bale. Nó đã phát triển một cộng đồng những người hâm mộ phim này.

## Cốt truyện
Năm 1987, Patrick Bateman, một nhân viên ngân hàng đầu tư trẻ và thành đạt, dành hầu hết thời gian của mình ăn tại những nhà hàng sang trọng và chăm chút ngoại hình cho vị hôn thê Evelyn Williams và những người giàu có khác mà hầu hết hắn ghét. Trong một buổi họp công việc, Bateman và đồng nghiệp khoe tấm danh thiếp, ám ảnh bởi thiết kế của những chiếc thiệp. Bị tấm thiệp của đồng nghiệp Paul Allen vượt mặt, Bateman tức giận, hắn giết một người vô gia cư và con chó của ông ta trong một con ngõ vào buổi đêm. Bateman và Allen, người nhầm Bateman với một người đồng nghiệp khác, hẹn nhau ăn tối sau một bữa tiệc Giáng sinh. Bateman ghét lối sống xa hoa của Allen và việc Allen có thể dễ dàng đặt chỗ ở Dorsia, một nhà hàng sang trọng mà Bateman không thể vào được. Hắn chuốc rượu cho Allen say, lừa anh đến biệt thự của hắn và giết anh bằng rìu trong khi đang nghe bài hát của Huey Lewis and the News và giảng giải cho anh về ban nhạc. Bateman phi tang cái xác và đến căn hộ của Allen để để lại lời nhắn rằng Allen đã đến London.
Thám tử tư Donald Kimball phỏng vấn Bateman về sự biến mất của Paul Allen, nói rằng Allen có thể được nhìn thấy ở London. Bateman mời hai cô gái điếm, Christie và Sabrina, đến căn hộ của mình, nơi họ làm tình. Hắn tra tấn họ, trả tiền cho họ và cho họ về. Đồng nghiệp của Bateman, Luis Carruthers, cho mọi người xem danh thiếp mới, vậy nên Bateman định bóp cổ anh ở nhà vệ sinh của một nhà hàng sang trọng. Carruthers tưởng Bateman có tình ý với anh, nói ra mong muốn của anh với Bateman. Hắn hoảng loạn và bỏ chạy. Kimball nghi ngờ Bateman nên đã sắp xếp cuộc phỏng vấn thứ hai với hắn. Sau đó, hắn sát hại một người mẫu và bỏ cái đầu đã bị cắt lìa của cô vào trong tủ lạnh. Hôm sau, hắn mời cô thư ký Jean đến nhà ăn tối. Bateman chuẩn bị giết cô bằng súng bắn đinh thì có tin nhắn từ Evelyn trên máy trả lời điện thoại. Hắn quyết định tha mạng cho Jean.
Bateman ăn trưa với Kimball. Ông nói có đồng nghiệp bảo là đã ăn tối với Bateman vào hôm Allen biến mất. Kimball cho rằng việc bạn của Allen giết anh chẳng vì lý do nào cả thật vô lý, Bateman chỉ cười một cách ngại ngùng. Bateman đưa Christie đến căn hộ của Allen, nơi mà hắn đã chuốc thuốc người quen của hắn Elizabeth trước khi làm tình với Elizabeth và Christie. Khi Bateman sát hại Elizabeth, Christie bỏ chạy, phát hiện ra vài xác phụ nữ trong khi tìm đường trốn chạy. Bateman, lúc này đang trần truồng, đuổi theo và thả một chiếc cưa máy khi Christie đang chạy xuống cầu thang, giết chết cô. Sau đó, Bateman từ bỏ hôn ước với Evelyn.
Trong lúc Bateman rút tiền từ cây ATM, hắn thấy một con mèo. Cây ATM hiện lên dòng chữ "FEED ME A STRAY CAT" (tạm dịch: cho ta ăn một con mèo hoang), vậy nên hắn chuẩn bị bắn con mèo. Lúc đó có một bà lão đi ngang qua ngăn Bateman lại, hắn bắn bà. Cảnh sát đuổi theo hắn, hắn bắn một viên cảnh sát và làm chiếc xe tuần tra nổ tung, giết chết các viên cảnh sát còn lại. Bateman sau đó bắn một nhân viên bảo vệ và lao công trước khi trốn trong văn phòng của hắn. Hắn gọi luật sư của mình là Harold Carnes và để lại lời nhắn, thú tội rằng đã giết chết 20-40 người và ăn một vài người trong số họ. Sáng hôm sau, Bateman đến căn hộ của Allen để dọn dẹp thì phát hiện ra nó đang được rao bán. Người môi giới nhà đất bảo Bateman rằng nhà này không thuộc về Paul Allen trước khi đuổi hắn đi.
Bateman gọi Jean trong cơn cuồng loạn, sau đó đi ăn trưa cùng đồng nghiệp. Jean phát hiện ra tranh Bateman vẽ về những vụ giết người trong sổ ghi lịch hẹn của hắn. Bateman gặp Carnes và đề cập đến tin nhắn hôm trước. Carnes tưởng Bateman là người khác và xem lời thú tội là một trò đùa. Bateman nói ra mình là ai và thú tội lần nữa, nhưng Carnes nói rằng điều đó thật vô lý vì anh vừa ăn tối với Allen ở London. Bateman hoảng loạn, trở về chỗ ngồi cùng với những đồng nghiệp đang nói chuyện phiếm. Bateman, không rõ rằng tội ác của mình là thật hay tưởng tượng, nhận ra rằng hắn sẽ chẳng bao giờ nhận được hình phạt hắn mong muốn. Phim kết thúc với dòng tự sự của Bateman về việc hắn đang đau đớn không dứt, rằng hắn muốn nỗi đau lên người khác, và lời thú tội của hắn không có ý nghĩa gì cả.